# Dennis Van der Veen
Dennis Van der Veen est un joueur néerlandais de volley-ball né le 19 février 1982 à Apeldoorn (Gueldre). Il mesure 2,03 m et joue central. Il totalise 40 sélections en équipe des Pays-Bas.

## Clubs
| Club          | De        | À         |
| ------------- | --------- | --------- |
| SSS Barneveld |           | 2001-2002 |
| VC Zwolle     | 2002-2003 | 2002-2003 |
| Beauvais OUC  | 2003-2004 | 2005-2006 |
| Paris Volley  | 2006-2007 | …         |

## Palmarès
- Coupe de la CEV (1)
  - Vainqueur : 2014
- Championnat de France (3)
  - Vainqueur : 2007, 2008, 2009
  - Finaliste : 2013, 2014
- Coupe de France
  - Finaliste : 2014